# The Girl Is Crying in Her Latte
Albums de Sparks
A Steady Drip, Drip, Drip
(2020) Mad!
(2025)
Singles
1. The Girl Is Crying in Her Latte
Sortie : 3 mars 2023
2. Veronica Lake
Sortie : 21 avril 2023
3. Nothing Is as Good as They Say It Is
Sortie : 12 mai 2023

The Girl Is Crying in Her Latte est le vingt-cinquième album studio du groupe américain de rock Sparks. Il est sorti en 2023 sur le label Island Records.

## Fiche technique

### Chansons
Toutes les chansons sont écrites et composées par Ron Mael et Russell Mael.
| No  | Titre                                         | Durée |
| --- | --------------------------------------------- | ----- |
| 1.  | The Girl Is Crying in Her Latte               | 2:56  |
| 2.  | Veronica Lake                                 | 3:02  |
| 3.  | Nothing Is as Good as They Say It Is          | 3:13  |
| 4.  | Escalator                                     | 2:57  |
| 5.  | The Mona Lisa's Packing, Leaving Late Tonight | 3:33  |
| 6.  | You Were Meant for Me                         | 4:16  |
| 7.  | Not That Well-Defined                         | 3:29  |
| 8.  | We Go Dancing                                 | 3:07  |
| 9.  | When You Leave                                | 4:18  |
| 10. | Take Me for a Ride                            | 4:07  |
| 11. | It's Sunny Today                              | 2:39  |
| 12. | A Love Story                                  | 3:17  |
| 13. | It Doesn't Have to Be That Way                | 3:40  |
| 14. | Gee, That Was Fun                             | 3:01  |

### Musiciens
- Russell Mael : chant

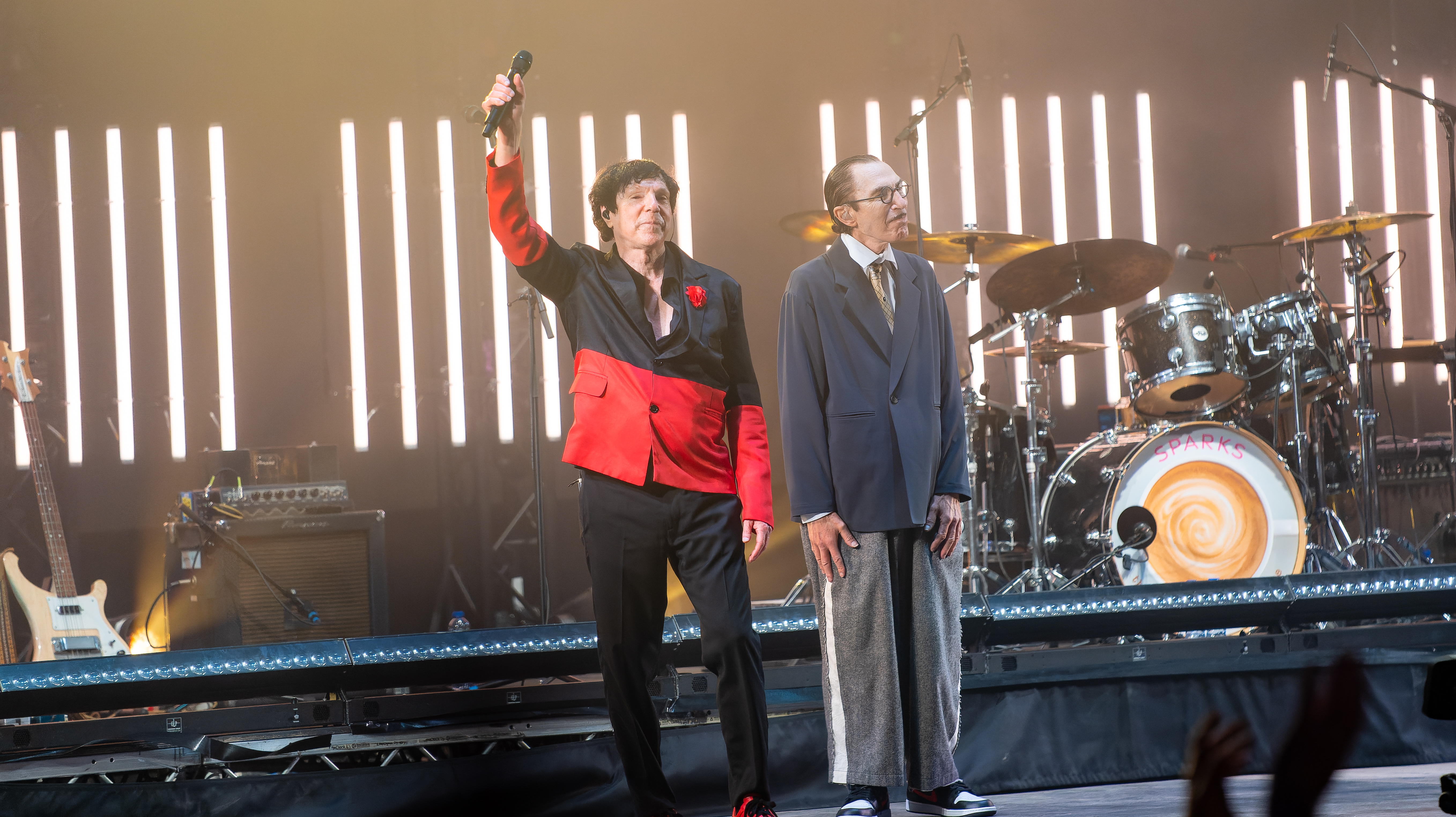
Russell et Ron Mael au festival de Glastonbury le 23 juin 2023.

- Ron Mael : claviers, programmation, arrangements des cordes
- Steven Nistor (en) : batterie
- Evan Weiss, Eli Pearl : guitare
- Max Whipple : basse
- Nathan Kelly : arrangements orchestraux sur Take Me for a Ride

### Équipe de production
- Russell Mael : production, ingénieur du son,  mixage
- Ron Mael : production

### Classements et certifications
| Pays (classement)             | Meilleure position |
| ----------------------------- | ------------------ |
| Allemagne (Media Control AG)  | 37                 |
| Autriche (Ö3 Austria Top 40)  | 58                 |
| Belgique (Flandre Ultratop)   | 129                |
| Belgique (Wallonie Ultratop)  | 40                 |
| France (SNEP)                 | 128                |
| Royaume-Uni (UK Albums Chart) | 7                  |
| Suisse (Schweizer Hitparade)  | 35                 |